# Anopheles sawadwongporni
Anopheles sawadwongporni är en tvåvingeart som beskrevs av Rampa Rattanarithikul och Green 1987. Anopheles sawadwongporni ingår i släktet Anopheles och familjen stickmyggor.
Artens utbredningsområde är Thailand. Inga underarter finns listade i Catalogue of Life.